# Liuzhou Iron and Steel
Liuzhou Iron & Steel Company Limited («Лючжоу Айрон энд Стил») — китайская сталелитейная группа, один из крупнейших в мире производителей стали, также поставляет химическую продукцию и коксовый газ. Штаб-квартира расположена в Лючжоу (Гуанси-Чжуанский автономный район). В списке крупнейших компаний мира Forbes Global 2000 за 2019 год занимала 1693-е место. 

## История
Основана 7 апреля 2000 года. По состоянию на 2019 год производственные мощности Liuzhou Iron & Steel Group составляли 14 млн тонн железа, 14,8 млн тонн стали и 22,5 млн тонн стальной продукции.

## Деятельность
Объём производства стали на сталелитейных комбинатах компании в 2020 году составил 16,91 млн тонн (20-е место в мире).